# Reinmar von Zweter
Reinmar von Zweter (né vers 1200 à Zeutern, en Saint-Empire ; mort après 1248) est un poète allemand du Moyen Âge (maître chanteur), probablement d'ascendance noble.
Selon ses propres dires, il est « né sur les bords du Rhin et a grandi en Autriche ». Il commence son œuvre poétique vers 1227. Il vit sous les règnes de Léopold IV d'Autriche et Frédéric II, duc d'Autriche. Ses écrits mentionnent un séjour auprès de Wenceslas Ier de Bohème. Apparemment, il est encore en activité en 1241. Son dernier écrit avéré date de 1248.
On le considère comme un poète important, entre Walther von der Vogelweide and Heinrich Frauenlob.